# Arrecifes de Entrecasteaux

Mapa de Nueva Caledonia y Vanuatu.

Los arrecifes de Entrecasteaux, o d'Entrecasteaux, deshabitados, están situados en el Mar del Coral, en el noroeste de Nueva Caledonia, a 223 km del extremo nororiental de Grande Terre, en la prolongación de las islas Belep, de las que están separadas por el «Gran Paso», un estrecho de 500 a 600 metros de profundidad. Constituyen el límite norte de la laguna del archipiélago de Nueva Caledonia.

## Geografía
Comprenden:
- el atolón de Huon con la isla del mismo nombre, la más importante con la de isla de Surprise
- el atolón de la Surprise, con tres islotes: Fabre, Le Leizour y Sorpresa,
- el atolón de Pelotas
- el atolón Portal
- los arrecifes de Guilbert
- los arrecifes de Mérite.

## Historia
Los arrecifes de Entrecasteaux fueron descubiertos el 1 de julio de 1792 por la expedición de  Antoine Bruny d'Entrecasteaux, quien puso nombre a casi todos los arrecifes, atolones e islotes  en ese año, a excepción de las islas Fabre y Le Leizour, el atolón de Pelotas y el arrecife Guilbert. Los otros  nombres dados por D'Entrecasteaux provienen de los apellidos de los miembros de su expedición.
El arrecife Guilbert debe su topónimo a la insignia del barco y al hidrograma de la expedición de Jules Dumont d'Urville en 1827. Las islas Fabre y Leizour llevan el nombre de dos de los primeros pilotos de barcos de Nueva Caledonia en el siglo XIX : Gustave Fabre (1841-1891) y Alexandre-Louis Le Leizour (1834-1886). Fueron nombrados así por los miembros de la tripulación del crucero Le Curieux en 1876. Se desconoce el origen del nombre Pelotas.
La zona era visitada regularmente por balleneros a principios del siglo XIX. Pero la verdadera ocupación duradera  sólo se produjo en los tres islotes del atolón Surprise entre 1883 y 1928 para la explotación del guano. Hoy, la estación meteorológica de Météo-France, instalada en 1965 en la isla Surprise, es la única infraestructura de origen humano.
Las líneas rectas de cierre de las bahías que definen las aguas territoriales francesas adyacentes a Nueva Caledonia están definidas para el arrecife de Entrecasteaux en un decreto del 3 de mayo de 2002.

## Biodiversidad
Los arrecifes de Entrecasteaux tienen una importante población de aves marinas y, por lo tanto, están catalogados como Área Importante para la Conservación de las Aves por BirdLife Internacional. Las especies sedentarias más representadas son, por ejemplo, el rabihorcado grande y el rabihorcado chico en Surprise, el piquero enmascarado, el piquero pardo y el piquero patirrojo en las cuatro islas, o el ave del trópico de cola roja, la tiñosa común, la tiñosa picofina y el rascón filipino. También es un importante lugar de anidación para varias especies de charranes: el charrán piquigualdo o el charrán sombrío, que representan aproximadamente 1 % de la población mundial), entre otros.
Los arrecifes de Entrecasteaux son también un importante santuario de reproducción y anidación de la tortuga verde. En las laderas exteriores de los arrecifes se han registrado muchos individuos grandes de lábrido, el pez Napoleón, una especie del en la lista roja de la UICN.
Los arrecifes de Entrecasteaux constituyen una de las seis zonas de las lagunas de Nueva Caledonia clasificadas como patrimonio mundial de la UNESCO en 2008.